# Robert Lawson (arquitecto)

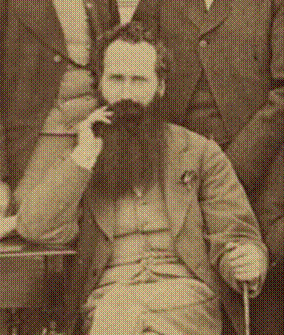
Robert Arthur Lawson, a la edad de 42 años.

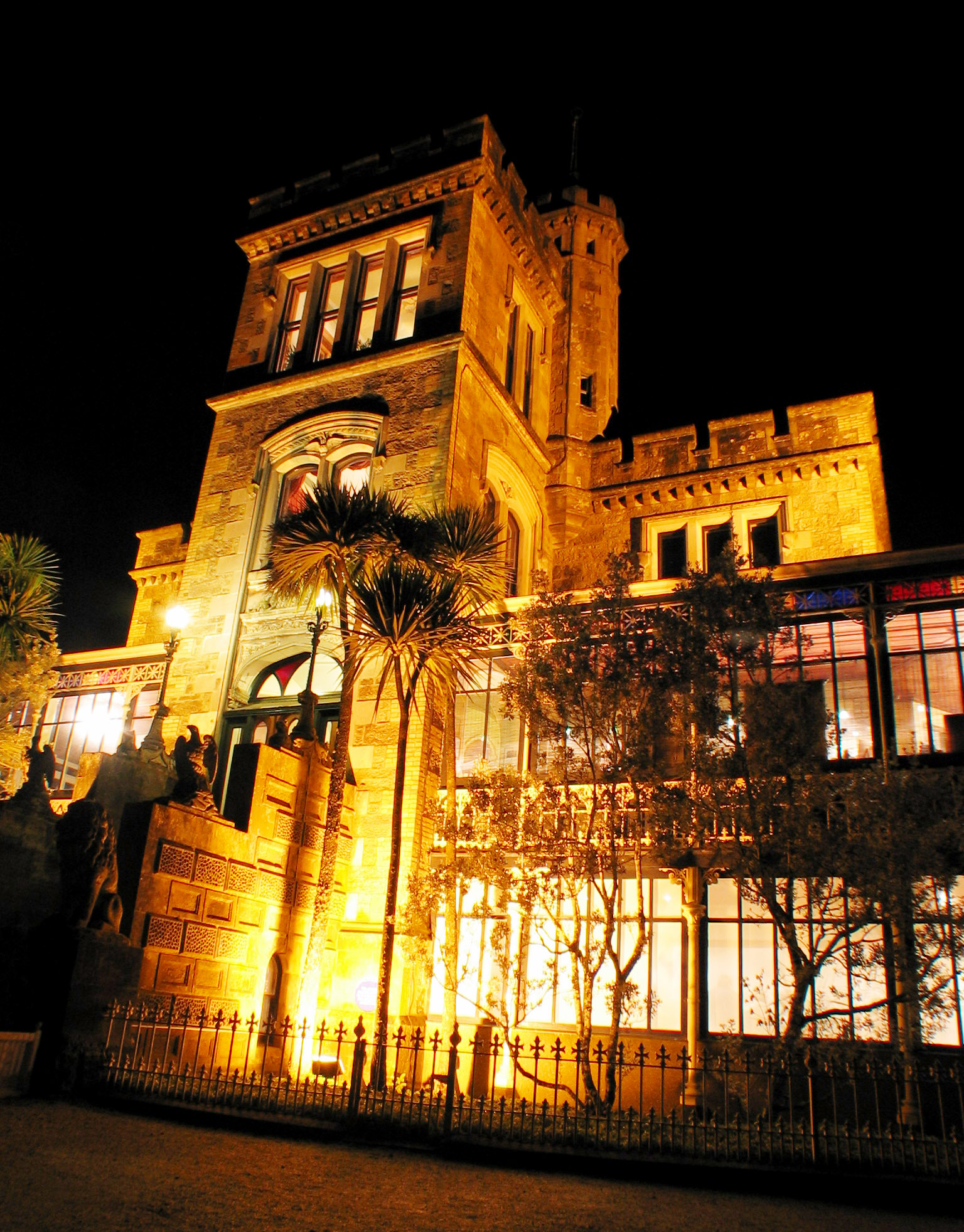
Vista nocturna del Castillo de Larnach en Dunedin, Nueva Zelanda; uno de los edificios más conocidos de Lawson.

Robert Lawson (* Newburgh, Escocia, 1 de enero de 1833 - † Cantorbery, Nueva Zelanda, 3 de diciembre de 1902) fue uno de los arquitectos más eminentes del siglo XIX. Lo han descrito como el arquitecto que más influyó en la arquitectura victoriana de Nueva Zelanda, especialmente en la ciudad de Dunedin. Construyó más de cuarenta iglesias, entre ellas la primera iglesia gótica monumental de Nueva Zelanda y el Castillo de Larnach.
Nació en Newburgh, en Fife, Escocia. Emigró a Australia en 1854 y luego en 1862 a Nueva Zelanda. Murió en la edad 69 años, el 3 de diciembre de 1902 en Cantorbery, Nueva Zelanda. Autor muy prolífico, su trabajo se enmarca en los estilos del renacimiento gótico y la arquitectura clásica. Aunque la mayoría de sus edificios se encuentran en Dunedin, también tiene obras en Escocia y Australia.
Aunque hoy goza de gran estima en su país adoptivo, a su muerte su reputación y habilidades arquitectónicas todavía eran despreciadas por muchos después del derrumbe parcial de su Hospital psiquiátrico de Seacliff, por aquel entonces el edificio más grande de Nueva Zelanda. En 1900, poco antes su muerte, volvió a Nueva Zelanda a causa de un exilio autoimpuesto de diez años para restablecer su nombre, pero su fallecimiento repentino impidió una rehabilitación completa de su reputación. El reconocimiento le fue negado hasta casi un siglo después de su muerte, cuando las maravillas de la arquitectura victoriana comenzaron a ser reconocidas y apreciadas de nuevo.

## Edificios de Lawson
Muchos edificios en la Isla Sur de Nueva Zelanda son pensados para ser por Lawson pero no se pueden atribuir definitivamente a él. De hecho, aunque citado con frecuencia como su arquitecto, Lawson supervisó solamente la construcción de los compartimientos municipales que construían en Dunedin, la competición para su diseño que era ganado por otro Scotsman anterior, el arquitecto T.B. Cameron de Auckland.

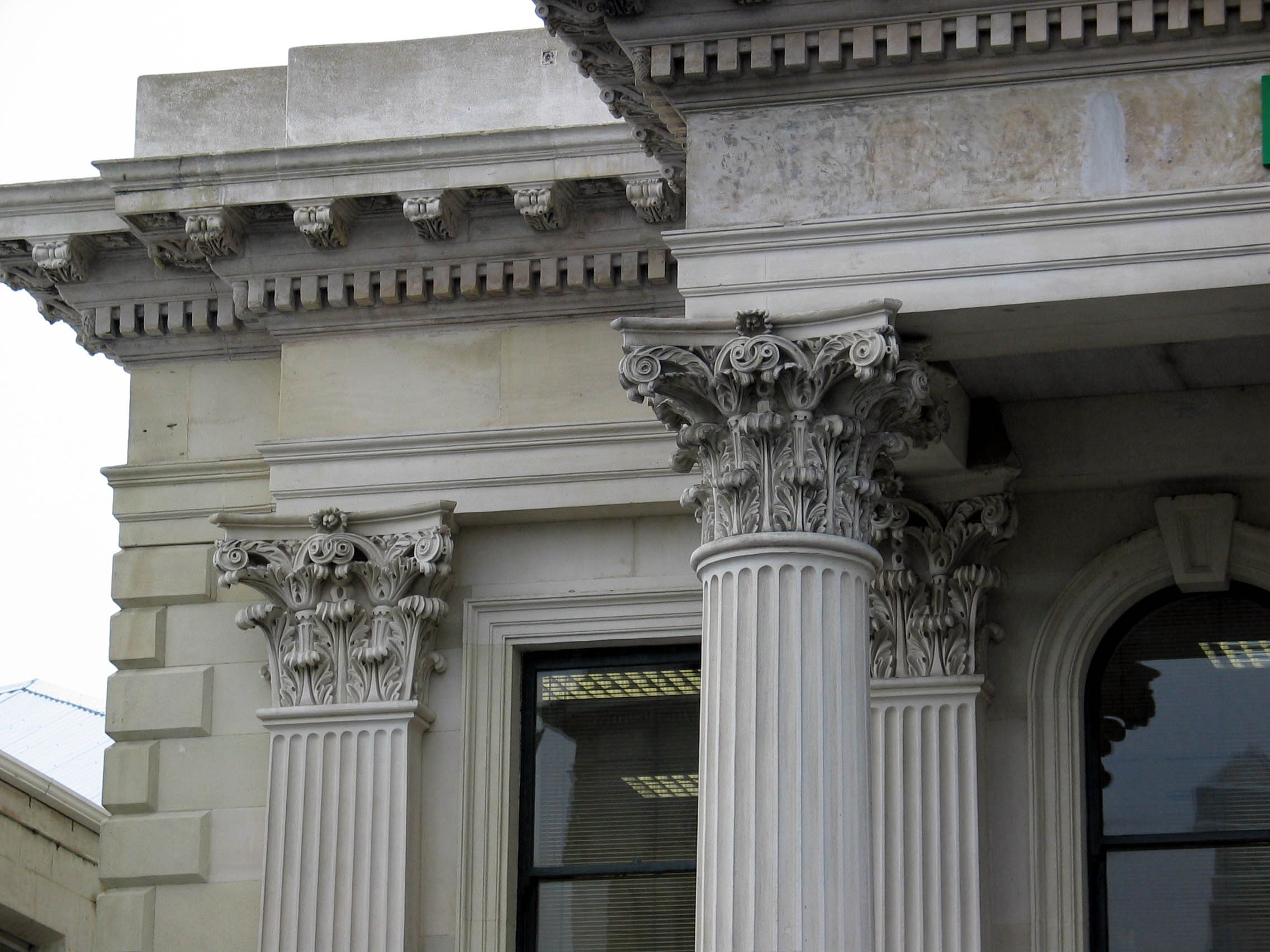
Banco Nacional de Oamaru (National Bank). En detalles.

## Publicaciones
- 'Lawson, Robert Arthur', from An Encyclopaedia of New Zealand, edited by A. H. McLintock, originally published in 1966
- Knight, H., and Wales, N. (1988) Buildings of Dunedin. Dunedin: John McIndoe. ISBN 0-86868-106-7.
- Mane-Weoki, Jonathan. (1992). The Architecture of Robert Arthur Lawson. Bulletin of New Zealand art history. Vol 13.
- McGill, David (1997). Landmarks: Notable historic buildings of New Zealand. Auckland: Godwit Publishing. ISBN 1-86962-003-8.
- Herd, J. & Griffiths, G.J. (1980). Discovering Dunedin. Dunedin: John McIndoe. ISBN 0-86868-030-3.
- Chapman Lloyd (2003) In a Strange Garden, The Life and Times of Truby King Penguin. Auckland, N.Z. ISBN 0-14-301879-5.